# 埃芭·安德松
埃芭·克里斯蒂娜·安德松（瑞典語：Ebba Kristina Andersson，1997年7月10日—）生于耶夫勒堡省胡迪克斯瓦尔市镇的德尔斯博，是一名瑞典女子越野滑雪运动员。她在三岁时随家人移居至索莱夫特奥。她在童年时便开始接触滑雪，但直到八九时，她才真正对滑雪产生兴趣。2015年2月，她在厄斯特松德完成了个人的世界杯分站赛首秀。